# Buchanan Rides Alone
Buchanan Rides Alone is een Amerikaanse western uit 1958 onder regie van Budd Boetticher.

## Verhaal
Op weg naar huis houdt Tom Buchanan halt in het stadje Agryville in Californië. Daar leven meerdere leden van de familie Agry in onmin met elkaar. Als Tom de Mexicaan Juan de la Vega wil helpen met zijn wraak op een familielid, keert de hele familie zich tegen hem. 

## Rolverdeling
| Acteur          | Personage          |
| --------------- | ------------------ |
| Randolph Scott  | Tom Buchanan       |
| Craig Stevens   | Abe Carbo          |
| Barry Kelley    | Lew Agry           |
| Tol Avery       | Rechter Simon Agry |
| Peter Whitney   | Amos Agry          |
| Manuel Rojas    | Juan de la Vega    |
| L.Q. Jones      | Pecos Hill         |
| Robert Anderson | Waldo Peck         |
| Joe De Santis   | Esteban Gomez      |
| William Leslie  | Roy Agry           |
| Jennifer Holden | K.T.               |
| Nacho Galindo   | Nacho              |